# Manuel Pasqual
Manuel Pasqual (ur. 13 marca 1982 w San Donà di Piave, Prowincja Wenecja) – włoski piłkarz występujący na pozycji obrońcy lub pomocnika.
Po kilku sezonach spędzonych w niskiej klasie rozgrywek Serie D, w drużynach takich jak Derthona czy Portedone, Pasqual przeszedł do występującego w Serie C1 A.C. Arezzo w styczniu 2002. Został tam jednym z najlepszych zawodników i w znacznym stopniu przyczynił się do awansu drużyny do Serie B. Później grał jeszcze jakiś czas w Arezzo, aż dołączył do Fiorentiny w lipcu 2005 roku. W Fiorentinie spędził łącznie jedenaście sezonów, grając dla klubu w 302 spotkaniach ligowych. W lipcu 2016 stał się zawodnikiem Empoli FC.
Obecnie regularnie gra dla violi, a jego umiejętności nie przeszły niezauważone przez trenera włoskiej reprezentacji Marcello Lippiego, który powołał go na towarzyski mecz z Niemcami. Odbył się on na jego macierzystym stadionie we Florencji 1 marca 2006 roku. Mecz skończył się niespodziewanie, ponieważ Włochy wygrały 4:1, ale Manuel wszedł tylko na kilka ostatnich minut.